# پدرو آلوارز کابرال
پدرو آلوارز کابرال (به پرتغالی: Pedro Álvares Cabral) (زاده ۱۴۶۰ - درگذشته ۱۵۲۶) کاشف و جهانگرد پرتغالی بود. او را عموماً به عنوان نخستین کاشف اروپایی برزیل می‌شناسند.

## زندگی‌نامه
کابرال در ۲۲ آوریل ۱۵۰۰ در حالی که مقصد سفرش هند بود، به طور اتفاقی برزیل را کشف و آن را متعلق به کشور پرتغال دانست. به همین دلیل امروزه در برزیل زبان رسمی پرتغالی است در حالی که در کشورهای دیگر آمریکای جنوبی به زبان اسپانیایی حرف می‌زنند.
در سال ۱۴۹۸ واسکو دو گاما از سفر به هند به سلامت بازگشت و اولین کسی بود که به هند قدم گذاشت. شاه مانوئل اول به خاطر اینکه اعراب و هندی‌ها با واسکو دو گاماتجارت نکرده‌اند، به کابرال ناوگانی جنگی و تجاری عطا کرد و به او دستور داد تا قدرت و عظمت پرتغال را به رخ مسلمانان بکشد و قدرت پرتغال را در هند تثبیت کند.
در ماه مارس سال ۱۵۰۰ نخستین کاروان تجاری پرتغال، سفر خود را از پرتغال به هند آغاز کرد. رهبر این کاروان پدرو آلواریش کابرال بود و در میان سایر فرماندهان، دریانورد سالخورده بارتولومئو دیاز نیز دیده می‌شد. این سفر بر طبق نقشه دیاز صورت گرفت، بدین معنی که تا مدت زیادی پیش از آن که دماغه امید نیک را دور بزند به سوی جنوب غرب پیش رفتند و بدین ترتیب خشکی را در قاره آمریکای جنوبی مشاهده کردند؛ خشکی کوه پسکوآل در سواحل برزیل بود.
تاریخنویسان هنوز هم بر سر این مسئله اختلاف نظر دارند که آیا اکتشاف برزیل کاملاً تصادفی بوده یا این که کاورال حدس می‌زده که باید سرزمینی در آن ناحیه وجود داشته باشد. در هر حال وی برای سرکشی و کشف این سرزمین در آنجا توقف نکرد ولی یک کشتی را روانه پرتغال کرد تا این خبر را به آنجا برساند، خبری که مسلماً باعث خشنودی شاه پرتقال شد. کاورال در عبور از جنوب اقیانوس اطلس به سوی آفریقا دچار مشکل شد. طوفان وحشتناکی چهار فروند از کشتی‌های او، از جمله کشتی حامل بارتولومئو دیاز راتخریب کرد. در این طوفان بود که بارتولومئو دیاز، مردی که نخستین بار از این دماغه عبور کرد و آن را نامگذاری کرده بود، جان خودش را از دست داد و به کام این دماغه رفت. با همهٔ این‌ها، بازماندگان این کشتی‌ها با خوبی و خوشی طی شش ماه خود را به گوآ در هندوستان رساندند. کابرال برای ساختن یک کارخانه در کالیکات، که بیش تر انبار کالا بود، موافقت نامه‌ای منعقد کرد، اما از آنجا که وی بازرگانان مسلمان محلی را رنجانده بود، عده‌ای از ساکنان محلی به تخریب کارخانه پرداختند و ۵۰ نفر از پرتغالی‌ها را نیز کشتند. کابرال در برابر این واقعه واکنش شدیدی نشان داد:ده فروند از کشتی اعراب راهمراه با ملوانانش به آتش کشید و بعد شهر کالیکات را به توپ بست. بدیهی است که مهاراجهٔ محلی از این جریان رنجید. کابرال با شتاب به سوی جنوب در ناحیهٔ کوچین عقب‌نشینی کرد. بنا به گفته بوئیس پنروسه، تاریخنگار: «خبر جنگ و درگیری در کالیکات پیش از آن‌ها به کوچین رسید و شاه محلی مقداری به علت ترس از توپخانهٔ پرتغالی‌ها و تا حدی نیز به علت خوشحالی از شکست همسایه نیرومندش، این بیگانگان را با جان و دل پذیرفت.» برخلاف گاما، کابرال کشتی‌هایش را از ادویه جات و پارچه مملو نمود و هندوستان را ترک کرد. بازگشت کابرال برای مجمع بازرگانی ونیز خبر مصیبت باری بود. یکی از بازرگانان معاصر آن دوره چنین عقیده داشت: «این بدترین خبری بود که جمهوری ونیز می‌توانست دریافت دارد.» بدین ترتیب روزهایی که انحصار بازرگانی هند در دست ونیز بود به پایان می‌رسید. در بازگشت، ملوانان کابرال از ناحیهٔ سوفالا واقع در شرق آفریقا دیدن کردند و پرچم کشور خود را در ماداگاسکار برافراشتند. شاه مانوئل اول چنان از دست‌آوردهای این سفر به وجد آمد که کاروان دیگری را به رهبری واسکو دو گاما به هند فرستاد. بدین ترتیب پرتغال کنترل تجارت ادویه را در اروپا در دست گرفت.